# Anna Scholten
Anna Scholten, geboren als Johanna Scholten (Enschede, 14 februari 1874 – aldaar 21 januari 1949), was een Twentse schrijfster en oprichtster van het tijdschrift Objectieve en Subjectieve grepen uit mijne dagboeken. Anna Scholten was de tante van Mini Scholten

## Jeugd
Scholten werd geboren als de dochter van fabrrikant Jan Scholten van J.F. Scholten en Zonen. Scholten was in haar jeugd nogal ziekelijk en kuurde onder meer in Scheveningen. Haar opvoeding werd in 1891 voltooid door een verblijf bij een senatoren familie in Hamburg. 

## Werk
Van 1893 tot 1919 werkte Scholten in de textielfabriek van haar familie op de administratie. Na 1919 werd ze grootaandeelhouder en kon leven van het jaarlijkse dividend. Tijdens de Eerste Wereldoorlog zette zij zich in voor de opvang van Belgische vluchtelingen. Zij werkte daarnaast bij de jeugdinstelling “hulp der jeugd”. In 1938 schonk Scholten een bedrag van vijfduizend gulden voor het te stichten natuurmuseum in Enschede dat uiteindelijk op zou gaan in De Museumfabriek In de jaren die volgden hield zij zich bezig met het vertalen van het werk van Fritz Reuter die zij als een grote inspiratiebron zag.

## Tijdschrift
In januari 1936 richtte Scholten het tijdschrift “O.S. Objectieve en Subjectieve grepen uit mijne dagboeken” op dat de ondertitel 'Werelds periodiek Partijloos Orgaan' zou krijgen.
Het blad begon met een oplage van 200 en groeide naar een oplage van 500 stuks. Zij deed alles zelf: ze schreef artikelen, redigeerde brieven en literaire teksten en gaf het tijdschrift uit. Soms bezorgde ze het persoonlijk of liet ze dat door haar chauffeur doen, want nadat ze in 1938 een verkeersongeluk had veroorzaakt, was haar rijbewijs ingenomen. 
Vanwege de persoonlijke aard en haar gewoonte familiezaken in het tijdschrift te bespreken was de familie Scholten niet blij met het tijdschrift. De familie wist het grootste deel van de oplage op te kopen. Het laatste exemplaar verscheen op 23 december 1940.

## Vertalingen
Fritz Reuter, Gedichte. Ins Hochdeutsche übersetzt von Anna Scholten (Konstanz 1930)
Fritz Reuter, Aus der Franzosenzeit. Aus dem Plattdeutschen übertragen (Leipzig 1933)
Fritz Reuter, Ut de Franzosentid. Nederlandsche Uitgave van Anna Scholten (Konstanz 1934)
Fritz Reuter, De Reis naar België (De Reis nah Belligen). Vrij uit het Platduitsch vertaald door Anna Scholten (Konstanz 1934)

## Publicaties
THUIT [Twekkeler Horste Uitgave] 1 (1936)  

Objectieve en Subjectieve grepen uit mijne dagboeken [O.S.A.S.];  

vanaf nr. 2: Objectieve en Subjectieve grepen uit de dagboeken van A.S;  

vanaf nr. 13 (24-1-1939) met de ondertitel Wereld's Periodiek Partijloos Orgaan; nrs. 1-17 (1936-1940)

- Biografisch Portaal: 73398088
- Gemeinsame Normdatei: 126796343
- International Standard Name Identifier: 0000 0000 1509 1372
- Nederlandse Thesaurus van Auteursnamen: 112424368
- Virtual International Authority File: 74855745
- WorldCat: E39PBJbCJ96FvRmr8xCHCQycfq